# Mac Miller
Malcolm James McCormick (Pittsburgh, Pensilvania, 19 de enero de 1992-Studio City, California, 7 de septiembre de 2018), conocido como Mac Miller, fue un rapero estadounidense.
Miller comenzó su carrera en la escena hip-hop de Pittsburgh en 2007, a los quince años de edad. En 2010, firmó un contrato discográfico con el sello independiente Rostrum Records y lanzó sus innovadores mixtapes K.I.D.S. (2010) y Best Day Ever (2011). Su primer álbum de estudio, Blue Slide Park (2011), se convirtió en el primer álbum de debut distribuido de forma independiente en encabezar el Billboard 200 desde 1995.
En 2013, fundó el sello discográfico REMember Music. Después de su segundo álbum de estudio, Watching Movies with the Sound Off (2013), dejó Rostrum y firmó con el sello principal Warner Records en 2014. Con ellos, lanzó cuatro álbumes de estudio: GO:OD AM (2015), The Divine Feminine (2016), Swimming (2018) y su álbum póstumo Circles (2020). Por Swimming, fue nominado póstumamente a un premio Grammy al Mejor Álbum de Rap. También se desempeñó como productor de discos para varios artistas, incluido él mismo, bajo el seudónimo de Larry Fisherman.

## Biografía y carrera

### 1992-2010: primeros años e inicios musicales
Malcolm James McCormick nació el 19 de enero de 1992 en Pittsburgh, Pensilvania, hijo de Karen Meyers, una fotógrafa, y Mark McCormick, un arquitecto. Su padre es cristiano y su madre es judía. Miller fue criado como un judío y tuvo un Bar Mitzvah. Miller se crio en Breeze Point, Pittsburgh, y asistió a las escuelas Winchester Thurston y Taylor Allderdice.
Mac Miller decidió centrarse en su carrera en el hip hop y dejar de lado los estudios, aunque no se lo tomaba muy seriamente, más tarde señaló: «Tengo serias verdades acerca de ello, y cambió mi vida completamente…, yo solía hacer deporte, jugaba a todos los deportes, e iba a todas las fiestas de la preparatoria, pero una vez me enteré que el hip hop es casi como un trabajo, y a partir de entonces, me lo tomé mucho más en serio y no he parado desde que cumplí 15 años».
Cuando comenzó su carrera tenía su apodo Easy Mac, que luego lo cambiaria al actual Mac Miller. Antes de su carrera como solista, formó parte del grupo de rap The Ill Spoken con su colega rapero de Pittsburgh, Beedie. 

### 2010-2013: estrellato,Blue Slide ParkyWatching Movies with the Sound Off
Al cumplir los 18 años, firmó con Rostrum Records y lanzó su debut mixtape, titulada K.I.D.S. en agosto de 2010. El 29 de marzo de 2011, lanzó un EP llamado On And On And Beyond, que cuenta con seis canciones y fue producida por Rostrum Records, con quien también grabó multitud de vídeos de sus temas. En 2011 saca un nuevo EP titulado Best Day Ever. Su álbum debut de estudio titulado Blue Slide Park fue sacado el 8 de noviembre de 2011. Su segundo álbum de estudio llamado Watching movies with the sound off, fue lanzado el 18 de junio de 2013. 

### 2014-2018:GO:OD AM,The Divine Feminine, ySwimming
En octubre de 2014, anunció que había firmado un contrato de 10 millones de dólares con la discográfica Warner Bros, en agosto de 2015 publicó 100 GrandKids el primer sencillo su tercer álbum de estudio, titulado GO:OD AM, que se publicó el 18 de septiembre. El álbum debuta en el número 3 detrás de 'What a Time To Be Alive' de Drake & Future y Honeymoon de Lana Del Rey.

### 2019-2025: lanzamientos póstumos
En 2020 salió Circles su sexto álbum de estudio, su primer lanzamiento póstumo.
En 2021 apareció Faces un mixtape pregrabado en 2014 que estaba diseñado para ser póstumo. 
Un año después, en 2022 se registró en las plataformas musicales I Love Life, Thank You, un mixtape que Mac Miller produjo en 2012 y fue distribuido en físico pero que hasta esta fecha no se pudo obtener de manera digital.
En 2025 apareció Ballonerism un álbum pregrabado en 2014 al igual que Faces representando su segundo lanzamiento póstumo.

## Habilidades artísticas

### Estilo musical y progresión
Al principio de su carrera, la música de Miller era ampliamente considerada como «frat rap», con letras centradas en la fiesta, fumar marihuana y codiciar la fama, el dinero y las mujeres. Después de la respuesta crítica mixta de Blue Slide Park, Miller comenzó a emplear un enfoque más expresivo y experimental en sus lanzamientos posteriores. Cuando se publicó Swimming, una reseña de Rolling Stone decía que Miller se había despojado de su reputación de frat rap.
Miller también experimentó con el jazz en su carrera. En 2012, lanzó You, un EP con temas de lounge-jazz como Larry Lovestein y the Velvet Revival.. Hablando sobre la personalidad de Larry Lovestein, Miller declaró: «Siempre he tenido esta fantasía aleatoria de ser un cantante de Lounge Jazz de setenta años.»
Hacia la segunda mitad de su carrera, su música implementó aún más elementos de jazz y, además, se ramificó hacia el funk y el R&B. Faces incorporó jazz, mientras que The Divine Feminine y Swimming han sido descritos por publicaciones musicales como pistas de jazz rap. Danny Schwartz, escritor de Rolling Stone, también describió a Swimming como «abarcadora de rap, funk y trip-hop.»

### Influencias musicales
Mac Miller incluyó a Big L, Lauryn Hill, los Beastie Boys, Outkast, a A Tribe Called Quest entre sus influencias. Él también tuvo una estrecha relación con el también rapero de Pittsburgh, Wiz Khalifa, diciendo «Wiz ha sido un hermano mayor para mí con esta cosa de la música hasta ahora. Nuestra relación va más allá de la música. Realmente es mi amigo, ya sea que haga música o no.»

## Vida personal
Miller habló abiertamente sobre su lucha contra el abuso de sustancias y la depresión. Para controlar el estrés durante su Macadelic Tour en 2012, Miller comenzó a tomar prometazina y luego se convirtió en adicto a la codeína, también conocida como «lean» cuando se bebe mezclada con refresco. Miller le dijo a Complex en enero de 2013: «Me encanta el lean; es genial. No estaba contento y estaba muy delgado. Estaba tan jodido todo el tiempo que era malo. Mis amigos ni siquiera podían mirarme de la misma manera. Yo estaba perdido.» dejó de tomar prometazina en noviembre de 2012, antes de filmar su reality show Mac Miller y la familia Most Dope. En 2014, Miller tomaba drogas diariamente y sintió que la última canción de Faces, «Grand Finale», «se supondría convertirse en la última canción que hiciera en la Tierra». Al volver a contar ese período a Billboard en agosto de 2015, Miller fue «definitivamente mucho más saludable» pero no «completamente» sobrio. Después de decir que «odiaba» estar sobrio en un documental de febrero de 2016, Miller se había vuelto sobrio por tres meses hasta octubre de 2016, notando su mejor humor y su creatividad. Sin embargo, cuando se le preguntó sobre su sobriedad en abril de 2017, Miller dijo que ahora estaba «viviendo con regularidad».
Miller estuvo en una relación de nuevo con Nomi Leasure a quien conoció en la escuela secundaria, durante siete años hasta 2016. Muchas de las canciones de su mixtape Macadelic eran sobre su relación. Miller salió con la cantante Ariana Grande desde agosto de 2016 hasta mayo de 2018.

### Problemas legales

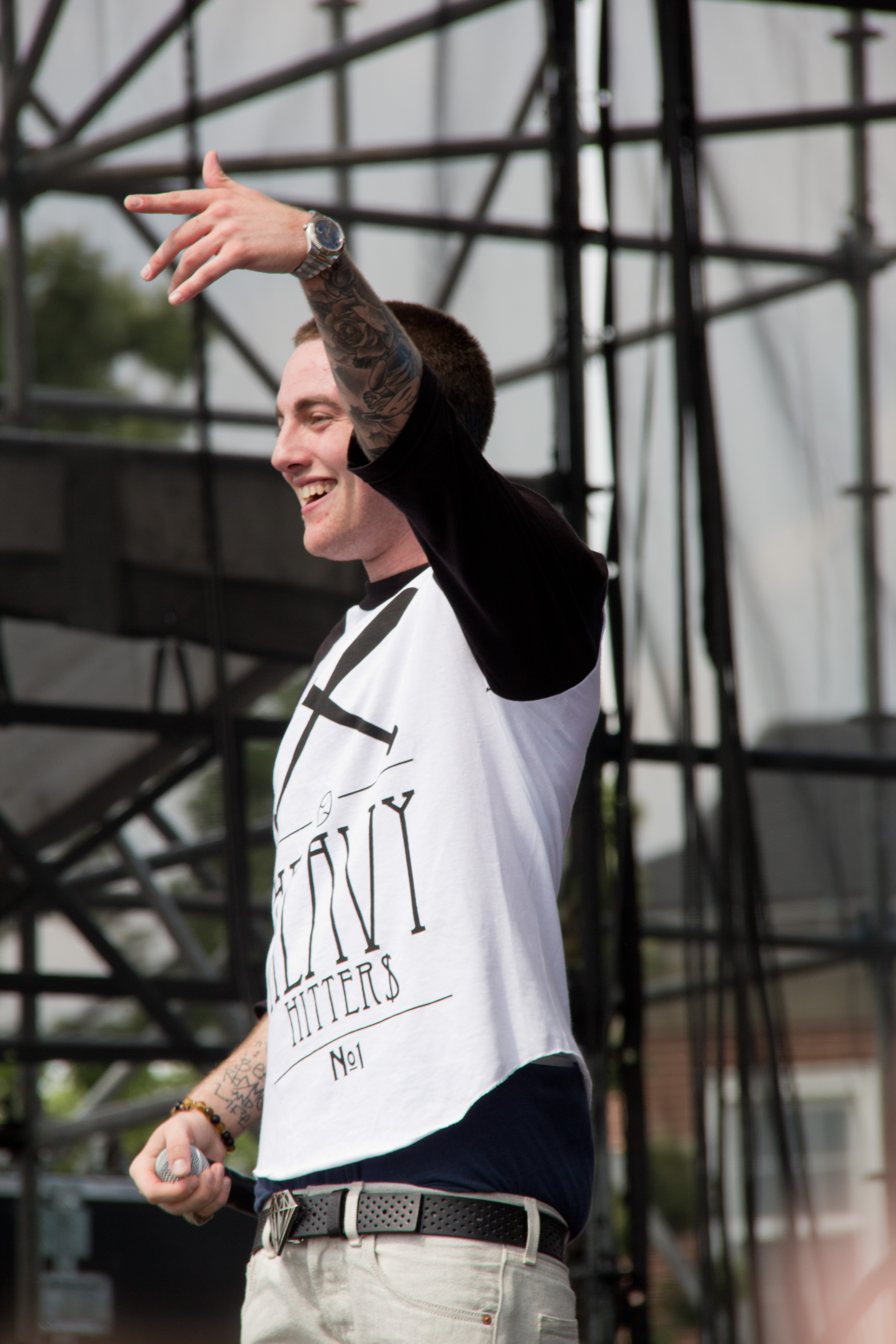
Presentándose en 2011.

En febrero de 2011, mientras estaban de gira en Upstate New York, Miller y sus amigos fueron arrestados por posesión de marihuana, por lo que pasaron la noche en la cárcel. Más tarde Miller dijo que el caso había sido «resuelto».
En julio de 2012, el productor Lord Finesse presentó una demanda de diez millones de dólares contra Miller, Rostrum Records y DatPiff, por el uso de una muestra de su canción «Hip 2 Da Game» en el mixtape de Miller de 2010, «Kool-Aid and Frozen Pizza». En diciembre de ese año, la demanda fue resuelta extrajudicialmente y sus estipulaciones se mantuvieron confidenciales.
En marzo de 2015, la banda Aquarian Dream presentó una demanda de 150.000 dólares contra Miller por samplear su canción «Yesterday (Was So Nice Today)» en el tema «Therapy», que apareció en el mixtape de 2014 de Miller, Faces.
En mayo de 2018, fue arrestado por conducir en estado de ebriedad y perpetrar un atropello y fuga, después de estrellarse contra un poste de servicios públicos y huir de la escena con dos pasajeros. La policía obtuvo su dirección a partir del número de placa de su vehículo y Miller confesó cuando la policía llegó a su casa. Fue detenido y puesto en libertad bajo una fianza de 15.000 dólares. En agosto del mismo año, Miller fue acusado con dos imputaciones por conducir bajo los efectos del alcohol y provocar el incidente. No obstante, murió antes de su lectura de cargos, por lo que al final fueron retirados.

## Muerte
El 7 de septiembre de 2018, Mac Miller murió a causa de una sobredosis «accidental» en el Valle de San Fernando, California, Estados Unidos. Fue encontrado inconsciente por su asistente personal que llamó al 911 pidiendo ayuda rápida para un paciente que sufría un paro cardiaco y trató de reanimarlo realizándole una RCP hasta que llegaran los paramédicos. Miller fue declarado muerto a las 11:51 a. m.. Ese día estaba previsto que realizara una grabación para un video musical. Su tour llamado «The Swimming Tour» fue cancelado. En su testamento, nombró a su padre, madre y hermano como beneficiarios. Fue enterrado en el cementerio de su ciudad natal de Pittsburgh, en un funeral judío.
En septiembre de 2019, tres hombres fueron arrestados durante una investigación sobre la muerte del cantante. Cameron James Pettit supuestamente le vendió píldoras de oxicodona falsificadas a Miller dos días antes de su muerte, las cuales además contenían fentanilo, y que Pettit había conseguido gracias a Ryan Reavis. Este último las había adquirido por medio de Stephen Walter. Miller le había pedido a Pettit Percocet, un analgésico recetado que contiene oxicodona, además de cocaína y Xanax. Los investigadores concluyeron que el artista combinó las pastillas y las esnifó juntas antes de fallecer. Los tres hombres fueron acusados de conspiración y distribución de drogas, culminando en el resultado de una muerte.
El 18 de abril de 2022, Reavis fue condenado a diez años de prisión por la distribución de las pastillas. El 17 de mayo de 2022, Walter fue sentenciado a diecisiete años y medio de prisión por su complicidad. Cameron James Pettit concluyó su sentencia el 14 de octubre de 2024.

## Discografía
| Álbumes de estudio - 2011: Blue Slide Park - 2013: Watching Movies with the Sound Off - 2015: GO:OD AM - 2016: The Divine Feminine - 2018: Swimming - 2020: Circles - 2025: Balloonerism | Mixtapes - 2010: K.I.D.S. - 2011: Best Day Ever - 2011: I Love Life, Thank You - 2012: Macadelic - 2014: Faces |

## Sencillos
| Título                                          | Año  | Posiciones | Posiciones | Posiciones | Posiciones | Certificaciones | Álbum                              |
| Título                                          | Año  | US         | US R&B     | CAN        | FRA        | Certificaciones | Álbum                              |
| ----------------------------------------------- | ---- | ---------- | ---------- | ---------- | ---------- | --------------- | ---------------------------------- |
| «Knock Knock»                                   | 2010 | 88         | —          | 71         | —          | - RIAA: Oro     | K.I.D.S                            |
| «On and On»                                     | 2011 | —          | —          | —          | —          |                 | On and On and Beyond               |
| «Donald Trump»                                  | 2011 | 75         | —          | —          | 110        | - RIAA: Platino | Best Day Ever                      |
| «Frick Park Market»                             | 2011 | 60         | —          | —          | —          |                 | Blue Slide Park                    |
| «Party on Fifth Ave.»                           | 2011 | 64         | 119        | —          | —          | - RIAA: Oro     | Blue Slide Park                    |
| «Up All Night»                                  | 2011 | 123        | —          | —          | —          |                 | Blue Slide Park                    |
| «Loud»                                          | 2012 | 53         | 55         | 71         | —          | - RIAA: Oro     | Macadelic                          |
| «Missed Calls»                                  | 2012 | —          | —          | —          | —          |                 | Blue Slide Park                    |
| «Lucky Ass Bitch»                               | 2013 | —          | —          | —          | —          |                 | Macadelic                          |
| «S.D.S.»                                        | 2013 | 109        | 41         | —          | —          |                 | Watching Movies with the Sound Off |
| «Watching Movies»                               | 2013 | 107        | 33         | —          | —          |                 | Watching Movies with the Sound Off |
| «Goosebumpz»                                    | 2013 | 121        | 43         | —          | —          |                 | Watching Movies with the Sound Off |
| «—» significa que no quedó en ninguna posición. |      |            |            |            |            |                 |                                    |

## Filmografía
Mac Miller apareció en la película Scary Movie 5, con Snoop Dogg, pero solo fue un cameo.
También tuvo apariciones en programas de MTV como Ridiculousness, This Is How I Made It, Punk'd, Late Night with Jimmy Fallon, y Wild 'n Out. También tuvo su propio programa en MTV2 llamado, Mac Miller and the Most Dope Family.

## Giras
- The Incredibly Dope Tour (2011)
- Blue Slide Park Tour (2011)
- Macadelic Tour (2012)
- Under the Influence of Music Tour (2012) (con Wiz Khalifa)
- The Space Migration Tour (2013) (con Marion)
- GO:OD AM Tour (2015-2016)
- The Divine Feminine Tour (2016-2017)
- The Swimming Tour (2018; cancelada)